# Marian Jaworski
Marian Franciszek Jaworski (ur. 21 sierpnia 1926 we Lwowie, zm. 5 września 2020 w Krakowie) – polski duchowny rzymskokatolicki, doktor teologii, profesor filozofii, rektor Papieskiej Akademii Teologicznej w latach 1982–1988, administrator apostolski w Lubaczowie w latach 1984–1991, arcybiskup metropolita lwowski w latach 1991–2008, administrator apostolski diecezji łuckiej w latach 1996–1998, rektor Wyższego Seminarium Duchownego Archidiecezji Lwowskiej we Lwowie-Brzuchowicach w latach 1997–2008, przewodniczący Konferencji Episkopatu Ukrainy w latach 1992–2008, kardynał prezbiter od 2001 (in pectore od 1998), od 2008 arcybiskup senior archidiecezji lwowskiej. Kawaler Orderu Orła Białego.

## Życiorys
Urodził się 21 sierpnia 1926 we Lwowie. Kształcił się w rodzinnym mieście, w VI Państwowym Gimnazjum im. Stanisława Staszica i w X Państwowym Gimnazjum im. Henryka Sienkiewicza. W 1945 uzyskał świadectwo dojrzałości i został przyjęty do Arcybiskupiego Wyższego Seminarium Duchownego we Lwowie, które w tym samym roku zostało przeniesione do Kalwarii Zebrzydowskiej. Tam w latach 1945–1950 odbył studia filozoficzno-teologiczne. Święceń prezbiteratu udzielił mu 25 czerwca 1950 w kaplicy obrazu Matki Bożej Kalwaryjskiej w kościele Matki Bożej Anielskiej w Kalwarii Zebrzydowskiej arcybiskup metropolita lwowski Eugeniusz Baziak. W 1950 na Wydziale Teologicznym Uniwersytetu Jagiellońskiego otrzymał magisterium z teologii. W 1951 na tym samym wydziale rozpoczął studia specjalistyczne ukończone w 1952 doktoratem z teologii na podstawie dysertacji Rozwój poglądów Józefa Geysera na zasadę przyczynowości. Od 1953 pogłębiał wykształcenie na Wydziale Filozofii Chrześcijańskiej Katolickiego Uniwersytetu Lubelskiego, gdzie w 1953 uzyskał magisterium z filozofii, a w 1955 doktorat na podstawie pracy Arystotelesowska i tomistyczna teoria przyczyny sprawczej na tle pojęcia bytu.
Jako wikariusz pracował w latach 1950–1951 w parafii św. Andrzeja Boboli w Baszni Dolnej, a w latach 1952–1953 w parafii św. Marii Magdaleny w Poroninie. W latach 1956–1958 był kapelanem i sekretarzem osobistym arcybiskupa Eugeniusza Baziaka, administratora archidiecezji krakowskiej. W 1971 otrzymał godność kapelana honorowego, a w 1976 prałata honorowego Jego Świątobliwości. W 1974 został kanonikiem gremialnym lwowskiej kapituły archikatedralnej w Lubaczowie.
W 1966 habilitował się w zakresie filozofii religii na Wydziale Filozofii Chrześcijańskiej Akademii Teologii Katolickiej w Warszawie na podstawie rozprawy Poznanie religijne Boga według Romano Guardiniego. W 1967 został profesorem nadzwyczajnym na Wydziale Teologicznym w Krakowie, a w 1976 profesorem zwyczajnym. Prowadził zajęcia dydaktyczne w Studium Filozoficzno-Teologicznym w Kalwarii Zebrzydowskiej, w Arcybiskupim Wyższym Seminarium Duchownym w Krakowie, na Wydziale Teologicznym w Krakowie, w Kolegium Filozoficzno-Teologicznym OO. Dominikanów w Krakowie, w Częstochowskim Wyższym Seminarium Duchownym w Krakowie, na Wydziale Filozoficznym Księży Jezuitów w Krakowie, na Wydziale Filozofii Chrześcijańskiej Katolickiego Uniwersytetu Lubelskiego, na Wydziale Filozofii Chrześcijańskiej Akademii Teologii Katolickiej w Warszawie i w Wyższym Seminarium Duchownym Archidiecezji Lwowskiej we Lwowie-Brzuchowicach. Na Wydziale Filozofii Chrześcijańskiej Akademii Teologii Katolickiej w Warszawie był w latach 1967–1974 kierownikiem Katedry Filozofii Religii, a w latach 1968–1970 zajmował stanowiska prodziekana. W latach 1974–1982 piastował urząd dziekana Wydziału Teologicznego w Krakowie, następnie w latach 1982–1988 był rektorem nowo erygowanej Papieskiej Akademii Teologicznej. W 1983 wszedł w skład Kolegium Rektorów Szkół Wyższych Krakowa. W latach 1997–2008 sprawował urząd rektora Wyższego Seminarium Duchownego Archidiecezji Lwowskiej we Lwowie-Brzuchowicach.
W Episkopacie Polski był od 1967 członkiem Podkomisji ds. Studiów, od 1970 sekretarzem Komisji ds. Nauki Katolickiej, a w latach 1973–1989 sekretarzem Rady Naukowej. Wszedł w skład Towarzystwa Naukowego Katolickiego Uniwersytetu Lubelskiego, Sekcji Profesorów Filozofii w Polsce, Polskiego Towarzystwa Filozoficznego i Polskiego Towarzystwa Teologicznego w Krakowie. W 1990 został przewodniczącym Rady Fundacji im. Królowej Jadwigi dla Papieskiej Akademii Teologicznej w Krakowie.
21 maja 1984 został prekonizowany administratorem apostolskim polskiej części archidiecezji lwowskiej z siedzibą w Lubaczowie i biskupem tytularnym Lambaesis. Święcenia biskupie otrzymał 23 czerwca 1984 w bazylice archikatedralnej św. Stanisława i św. Wacława na Wawelu. Konsekrował go kardynał Franciszek Macharski, arcybiskup metropolita krakowski, w asyście Henryka Gulbinowicza, arcybiskupa metropolity wrocławskiego, i Jerzego Ablewicza, biskupa diecezjalnego tarnowskiego. Jako dewizę biskupią przyjął słowa „Mihi vivere Christus est” (Dla mnie żyć to Chrystus). 29 czerwca 1984 odbył ingres do prokatedry bł. Jakuba Strzemię w Lubaczowie. 16 stycznia 1991 został prekonizowany arcybiskupem metropolitą lwowskim obrządku łacińskiego. Ingres do archikatedry Wniebowzięcia Najświętszej Maryi Panny we Lwowie odbył 18 maja 1991. Paliusz metropolitalny odebrał 29 lutego 1992 w katedrze lwowskiej od arcybiskupa Francesca Colasuonna, delegata apostolskiego w ZSRR. W latach 1987–1990 przeprowadził synod archidiecezjalny. Dwukrotnie podejmował w archidiecezji papieża Jana Pawła II – w 1991 w Lubaczowie podczas jego IV podróży apostolskiej do Polski i w 2001 we Lwowie podczas jego podróży apostolskiej na Ukrainę. W latach 1996–1998 piastował urząd administratora apostolskiego diecezji łuckiej. 21 października 2008 papież Benedykt XVI przyjął jego rezygnację z obowiązków arcybiskupa metropolity lwowskiego. Został rezydentem w archidiecezji krakowskiej.
W latach 1992–2008 pełnił funkcję przewodniczącego Konferencji Episkopatu Ukrainy. W 1987 został mianowany konsultorem Kongregacji Wychowania Katolickiego, w 1999 członkiem Komitetu Prezydialnego Papieskiej Rady ds. Rodziny, a w 2001 członkiem Kongregacji ds. Duchowieństwa. W latach 1994 i 2001 uczestniczył w zwyczajnych zgromadzeniach Synodu Biskupów, a w latach 1991 i 1999 w specjalnych zgromadzeniach Synodu poświęconym Europie.
21 lutego 1998 papież Jan Paweł II mianował go kardynałem in pectore. 28 stycznia 2001 Jan Paweł II ogłosił jego nazwisko, a na konsystorzu 21 lutego 2001 kreował go kardynałem prezbiterem kościoła św. Sykstusa w Rzymie. 3 maja 2001 odbył kardynalski ingres do katedry lwowskiej. W kwietniu 2005 brał udział w konklawe, na którym wybrano na papieża Benedykta XVI. 21 sierpnia 2006 w związku z ukończeniem 80 lat utracił prawo do udziału w konklawe. Konsekrował 10 biskupów, a w roli współkonsekratora uczestniczył w święceniach 11 biskupów.
W 1967 w drodze do Olsztyna, gdzie miał zastąpić kardynała Karola Wojtyłę, doznał obrażeń w wypadku kolejowym pod Działdowem, w wyniku których amputowano mu część lewej ręki. W 2005 towarzyszył umierającemu papieżowi Janowi Pawłowi II i udzielił mu wiatyku.
Zmarł 5 września 2020 w Krakowie. 11 września 2020 po mszy pogrzebowej w bazylice Matki Bożej Anielskiej w Kalwarii Zebrzydowskiej został pochowany w krypcie kaplicy cudownego obrazu Matki Bożej Kalwaryjskiej. W dniu pogrzebu zarządzono żałobę na terenie gminy Lubaczów, jak i w powiecie lubaczowskim.

## Odznaczenia i wyróżnienia
W 2017 prezydent RP Andrzej Duda odznaczył go Orderem Orła Białego. Wcześniej, w 2007, prezydent Lech Kaczyński nadał mu Krzyż Komandorski z Gwiazdą Orderu Odrodzenia Polski. W 2006 prezydent Ukrainy Wiktor Juszczenko uhonorował go Orderem Księcia Jarosława Mądrego IV klasy, w 2002 został wyróżniony tym samym orderem V klasy przez prezydenta Łeonida Kuczmę. W 2016 przyznano mu Złoty Medal „Zasłużony Kulturze Gloria Artis” (dekoracja medalem miała miejsce w 2019).
Otrzymał tytuły doktora honoris causa: Uniwersytetu w Bochum (1985), Uniwersytetu Kardynała Stefana Wyszyńskiego w Warszawie (2002), Papieskiej Akademii Teologicznej w Krakowie (2006) i Papieskiego Wydziału Teologicznego we Wrocławiu (2006). Został uhonorowany uroczystym odnowieniem jego doktoratów uzyskanych na Uniwersytecie Jagiellońskim (2005) i Katolickim Uniwersytecie Lubelskim (2008). Medale Bene Merenti przyznały mu Papieska Akademia Teologiczna w Krakowie (1996) i Polskie Towarzystwo Teologiczne (2009).
Nadano mu honorowe obywatelstwa: Lubaczowa (1996), Krakowa (2006) i Puszczykowa (2013). Otrzymał także odznakę honorową „Zasłużony dla Województwa Podkarpackiego” (2017) i Złotą Odznakę Honorową Województwa Małopolskiego – Krzyż Małopolski (2019).